# Saint-André-en-Terre-Plaine
Saint-André-en-Terre-Plaine település Franciaországban, Yonne megyében. Lakosainak száma 159 fő (2022. január 1.). Saint-André-en-Terre-Plaine Cussy-les-Forges, Sainte-Magnance, Sauvigny-le-Beuréal, Savigny-en-Terre-Plaine és Guillon-Terre-Plaine községekkel határos.

## Népesség
A település népessége az elmúlt években az alábbi módon változott:
| Lakosok száma | 170  | 166  | 173  | 159  | 156  | 152  | 149  | 154  | 159  |
|               | 2013 | 2015 | 2016 | 2017 | 2018 | 2019 | 2020 | 2021 | 2022 |